# ウィリアム・マクレイヴン
ウィリアム・ハリー “ビル” マクレイヴン（「マクレイブン」「マクレーヴン」「マクレーベン」とも、英語: William Harry "Bill" McRaven、1955年11月6日 - ）は、アメリカ合衆国の海軍軍人。最終階級は海軍大将。
1977年に少尉任官して以来一貫して特殊作戦畑を歩み、在欧特殊作戦軍（SOCEUR）司令官（2006年6月 - 2008年3月）や統合特殊作戦コマンド（JSOC）司令官（2008年3月 - 2011年8月）などを歴任した。特にJSOC司令官在任中には、2011年5月2日（アメリカ東部夏時間では5月1日）に行われた「ネプチューンの槍作戦」を指揮し、アメリカを中心とする諸国が2001年9月11日のアメリカ同時多発テロ事件以降展開してきた対テロ戦争の中でも最大級の戦果となるアルカーイダの指導者ウサーマ・ビン・ラーディンの殺害に成功したことで知られる。
その後は、エリック・オルソン海軍大将の後任としてJSOCの上級部隊である特殊作戦軍（SOCOM）の司令官に大将への昇任と併せて補職された。

## 生い立ち
1955年11月6日、テキサス州サンアントニオで3人姉弟の末っ子として生まれる。父親のクロード ・“マック”・マクレイヴン（Claude "Mac" McRaven）は、大学時代はカレッジ・フットボールのスター選手で、1939年に1年間のみではあるが、NFLのクリーブランド・ラムズ（現在のロサンゼルス・ラムズ）でプレイした経験を持つフットボーラーであるとともに、第二次世界大戦に従軍し、空軍大佐まで昇った軍人でもある。マック・マクレイヴン大佐は戦闘機パイロットであり、第二次大戦中はスーパーマリン スピットファイアに搭乗し、イギリス海峡を横断して爆撃任務に向かう爆撃機を護衛（エスコート）する任務などに従事していた。
地元サンアントニオのセオドア・ルーズヴェルト公立高校を卒業後、スポーツ奨学金（陸上競技）を得るとともに、海軍の予備役将校訓練課程（NROTC）制度を利用してテキサス大学オースティン校に進学。大学ではジャーナリズムを専攻し、1977年に学位を得て卒業した。

## 海軍での経歴
大学卒業後は海軍に少尉として任官。Navy SEALsの選抜試験に合格し訓練課程を修了後、SEALとして様々な任務を経験する。
指揮官としては、下級士官の頃にはSEALチーム4/第21水中爆破チームの小隊長や、SEALチーム6の旧名でも知られる海軍特殊戦開発グループ（DEVGRU）の中隊長を歴任。湾岸戦争にも参加し、砂漠の嵐・砂漠の盾両作戦において任務部隊（task unit）を指揮したほか、湾岸戦争後にはSEALsの中でも中央軍（CENTCOM）管轄地域である中東を担当するSEALチーム3の司令官、第1海軍特殊戦グループの司令官を歴任している。
また、現場任務以外に参謀・幕僚としての任務経験も豊富で、特に対テロ任務に関する分野での経験が多い。国家安全保障会議対テロ対策室（Office of Combating Terrorism）の戦略計画部長や、第1海軍特殊戦グループの参謀長、特殊作戦軍司令部の評価担当部長、海軍作戦部長付スタッフなどを歴任している。
将官への昇任を果たしたのは2003年のことで、大佐として国家安全保障会議の戦略・国防問題担当部長を務めていた同年5月に准将に指名される。この昇任人事は上院で承認され、同年8月には昇任にあわせて統合特殊作戦コマンド（JSOC）の作戦担当副司令官（deputy commanding general for operations）に任命・補職された。JSOCの作戦担当副司令官在任中には、JSOC隷下の陸海空軍特殊部隊やCIA（中央情報局）の特殊作戦要員などで構成される任務部隊（タスクフォース）、「タスクフォース121」の司令官を務め、2003年12月13日にイラク・ダウルにおいてアメリカ陸軍第4歩兵師団第1旅団との合同作戦として展開された「赤い夜明け作戦」（“Operation RED DAWN”）において、元イラク共和国大統領で、当時逃亡中であったサッダーム・フセインの捕獲に成功する戦果を挙げた。

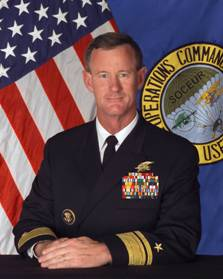
在欧特殊作戦軍司令官時代のマクレイヴン（当時は少将）

2006年2月には少将に指名されるとともに、さらに翌3月には在欧特殊作戦軍（SOCEUR）司令官兼欧州軍（EUCOM）特殊作戦担当部長に任命・補職された 。
在欧特殊作戦軍司令官職には2006年6月に就任し、2008年3月までの2年近くにわたって同職を務めた。在任中は、NATO（北大西洋条約機構）連合軍の指揮に当たる欧州連合軍最高司令部に新設された特殊作戦部隊調整センター（NATO Special Operations Forces Coordination Centre）の初代センター長にも就任し、NATO軍の特殊作戦部隊の作戦能力や相互運用性の増強を図る役割を担った。この時の欧州連合軍最高司令官兼EUCOM司令官であったジェームズ・ジョーンズ海兵隊大将は上官にあたるが、マクレイヴンは、ジョーンズが退役後にバラク・オバマ政権下で国家安全保障問題担当大統領補佐官を務めた折に、再び共に仕事をすることになる。

### JSOC司令官として
マクレイヴンは、在欧特殊作戦軍司令官だった2008年2月に中将への昇任と併せて統合特殊作戦コマンド（JSOC）の司令官に指名された。
この人事は上院の承認を得て、同年3月に前任者であるスタンリー・マクリスタル中将の後任として第11代JSOC司令官に就任した。在任中にはイラク戦争およびアフガニスタン戦争における特殊作戦の指揮に当たった。マクレイヴンの司令官在任中、JSOCは夜間の奇襲作戦を増加させることで飛躍的に戦果を挙げていったとされる。その一方で、夜間の奇襲作戦では一般市民が巻き添えで犠牲となるケースも多く発生したため、マクレイヴンはこれを減らすべくAC-130 ガンシップに白色照明設備を搭載させたという。また、2009年9月にはイエメンに拠点を置くイスラム過激派テロ組織「アラビア半島のアル・カーイダ」の掃討作戦を実施するべく、当時のアリー・アブドッラー・サーレハ大統領と交渉し、イエメン軍とアメリカ軍特殊部隊がイエメン国内で共同掃討作戦を実施する合意を得ることに成功した。

#### ウサーマ・ビン・ラーディン殺害作戦
マクレイヴンが対テロ戦争において指揮した特殊作戦の中でも、最大級の戦果を挙げたのが2011年5月2日（アメリカ東部夏時間では5月1日）に実行されたウサーマ・ビン・ラーディン殺害作戦である。
マクレイヴンは同年2月に、当時のレオン・パネッタCIA長官（のちに国防長官）からバージニア州ラングレーのCIA本部に呼び出され、その際にビン・ラーディンが潜伏していたパキスタン・アボッターバードの邸宅に関する情報を知らされるとともに、軍による攻撃作戦の立案を始めたという。
情報を受けたマクレイヴンは、作戦立案担当者やCIAとの検討の結果、3つの作戦案をオバマ大統領や政権首脳に提示した。第1案はB-2ステルス爆撃機あるいはトマホーク巡航ミサイルによりアボッターバードの当該邸宅を空爆する案（報道によれば2000ポンド級の爆弾を32発投下する案）、第2案はヘリコプターを用いてアメリカ軍特殊部隊により急襲する案、第3案はパキスタン軍の協力・支援を得て共同で攻撃する案であった。このうち第3の選択肢であるパキスタン軍との共同作戦案は、パキスタン側にビン・ラーディン側に通ずる者（協力者・内通者）の存在を疑っていた政権首脳の「攻撃目標（ビン・ラーディン）に（パキスタン側が）警告しかねない」との懸念から排除された。次に第1案（空爆案）と第2案（ヘリ急襲案）の比較・検討がなされた。ゲーツ国防長官などは、ヘリによる急襲作戦はリスクが高く、1980年に実行されたイランアメリカ大使館人質事件人質救出作戦が失敗したこと、あるいは1993年のモガディシュの戦闘の際に多数の人的損失が出たことを想起させるため、得策とは言えないとして反対し、第1案を支持した。また、ヘリ急襲案の場合には、万が一作戦が失敗に終わった場合にはパキスタンとの関係悪化も懸念された。しかし、爆撃案では直接戦闘が回避されるため米兵へのリスクは軽減されるものの、万が一ビン・ラーディンの殺害に成功したとしてもその遺体確認が困難になる、爆撃の精度等によっては民間人に多数の死傷者が出る恐れがある、などの欠点が想定された。オバマ大統領は結局第2案を選択し、作戦準備などについてゴーサインを出した。作戦を行うチームにはJSOC隷下の部隊であるDEVGRUから20人程度のSEALが選ばれ、綿密に作戦計画の確認と訓練が行われた。また、戦闘要員の輸送に用いるヘリは、「ナイト・ストーカーズ」の通称で知られる陸軍第160特殊作戦航空連隊が操縦を担当することとなった。作戦決行が最終的に決定されたのは、作戦実行2日前の4月29日（金曜日）のことで、オバマ大統領が最終ブリーフィングを受けてから16時間後にゴーサインを出した。この翌日、オバマ大統領はホワイトハウス記者団との夕食会に向けたリハーサルの合間にマクレイヴンに電話をし、幸運を祈る（=作戦の成功を祈る）旨の言葉をかけたという。
作戦決行時、マクレイヴンは指揮官としてアフガニスタンから部隊の指揮に当たるとともに、オバマ大統領などが状況を見守るホワイトハウスのシチュエーション・ルーム（危機管理室）や、同様にパネッタ長官が状況を見守るCIA本部との中継回線を通じ、政権首脳への状況説明にもあたった。作戦は、ホバリング中のUH-60 ブラックホーク（ステルス改修型）がトラブルを起こして墜落するというトラブルが途中発生したものの、作戦はビン・ラーディンと思われる人物の殺害と遺体の回収（さらには遺体とは別に骨髄も回収した）に成功するとともに、懸念されたパキスタン軍による探知・追跡にもあうことなく終了した。のちに身長など身体的特徴の確認、さらにはDNA型鑑定によりビン・ラーディン本人と確認され、作戦の真のターゲットであるビン・ラーディンの殺害に成功したことが明らかになった。これは、アメリカを中心とする諸国が2001年9月11日の同時多発テロ事件以降展開してきた対テロ戦争の中でも最大級の戦果となった。
この成功もあり、指揮官だったマクレイヴンは一躍時の人となった。タイム誌が選ぶ2011年のパーソン・オブ・ザ・イヤーでは、「抗議活動（デモ）参加者」（The Protesters）に次ぐ次点（runner-up）につけた。

### SOCOM司令官への就任

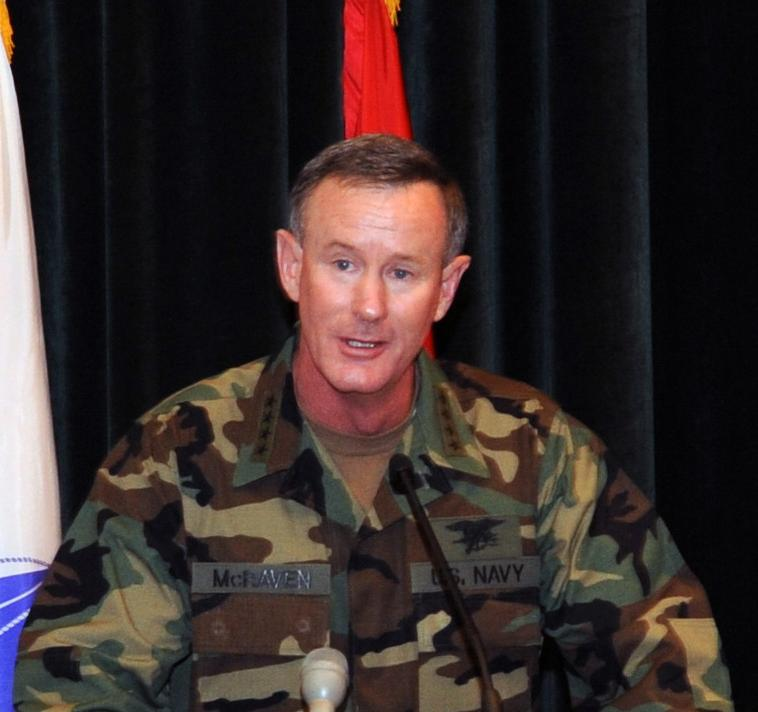
特殊作戦軍司令官交代式においてスピーチするマクレイヴン大将

2011年3月1日、ロバート・ゲーツ国防長官（当時）はマイケル・マレン統合参謀本部議長と行った定例記者会見の冒頭で、オバマ大統領に対し、マクレイヴンを退役するエリック・オルソン海軍大将の後任となる第9代特殊作戦軍司令官に推薦したことを発表した。この推薦を受けて、オバマ大統領は同年4月6日付で、マクレイヴンを大将への昇任と併せて次期特殊作戦軍司令官に指名した。
指名を受けて、高級将官人事を管轄する上院軍事委員会は、上院本会議での承認に先立ち6月28日に公聴会を開催した。この公聴会に出席したマクレイヴンは、次期特殊作戦軍司令官の候補者として、前任者となるオルソン大将が目指した毎年ごとの恒常的な人的資源成長率（steady manpower growth rate）を年3%から5%に向上させ、特殊部隊の作戦能力向上・拡充を図ろうとする計画に対して支持を表明するとともに、SOCOMの作戦能力維持・向上を図る上では、SOCOM創設から四半世紀が経過して老朽化が進んでいる特殊作戦用施設について改修や代替施設の新規建設が必要であること、アフガニスタンにおける特殊作戦任務をこれからも実施していく上では、支援任務にあたる固定翼機・回転翼機や情報収集・監視・偵察任務（ISR任務）に充てる無人航空機（UAV）のさらなる導入が必要であることなどを述べた。この公聴会の2日後、6月30日に開かれた上院本会議においてマクレイヴンの大将昇任・SOCOM司令官就任に関する人事案は全会一致で承認され、マクレイヴンの大将昇任とSOCOM司令官就任が決定した。
SOCOM司令官への就任式は、2011年8月8日にSOCOMの司令部があるフロリダ州タンパのマクディール空軍基地で執り行われ、前任者であるオルソン大将に加えてパネッタ国防長官も同席した。海軍（SEALs）出身のSOCOM司令官は、前任者であるオルソン大将に続き2人目である。通常このような司令官交代式では、退任者・就任者はともに非戦闘時の軍服を着用することがほとんどであるが、この時はマクレイヴン・オルソン両大将ともに戦闘時に着用する迷彩服を着用して式典に臨んだ。司令官就任にあたってのスピーチで、マクレイヴンは「私たちは、この素晴らしい国を守るために皆さんが払った犠牲も、皆さんの愛する人が払った究極の犠牲（=生命）も決して忘れることはないだろう。」と述べ、戦死した特殊部隊員に対する哀悼の意を表した。
マクレイヴンの司令官就任後も、SOCOMは引き続き対テロ戦争など各地でのオペレーションで戦果を挙げている。2011年9月にはイエメンにおいて、「アラビア半島のアル・カーイダ」指導者であったアンワル・アウラキを無人機攻撃により殺害することに成功（CIAとの共同作戦）したほか、2012年1月には、ソマリアで武装グループに誘拐・監禁されていた2人の人道支援団体活動家、ジェシカ・ブキャナン（Jessica Buchanan、アメリカ人）とポール・ティステズ（Poul Hagen Thisted、デンマーク人）の救出作戦を実施し、2人の救出に成功するとともに容疑者である海賊9人を殺害している。

## 退役後
一時は、ドナルド・トランプ大統領の国家安全保障問題担当大統領補佐官候補として報道されることもあったが、政権中枢入りをすることはなかった。そればかりか2018年11月には、トランプ大統領がウサマ・ビンラディンを殺害した急襲作戦を遠回しに批判。ウィリアム・マクレイヴン側もトランプ大統領に対する批難を行い対立構造となっている。

## その他・パーソナル
- 2人の姉がおり、いずれもテキサス州に住んでいる[3][4]。
- 姉の1人ナン・マクレイヴンによれば、幼少の頃からスポーツ少年であり、小学校を卒業する頃にはスキューバ・ダイビングも始めていたという[3]。スキューバ・ダイビングについて、姉のナンは「007と関係があるのではないか（影響を受けたのではないか）」と語っている[3]。
- 既婚。3人の子供の父親でもある[3][6]。
- 湾岸戦争後に海軍大学院（NPS）に進学し、同大学院の国防分析学科（Defense Analysis Department）で特殊作戦や低烈度紛争（LIC）について研究し、1993年に修士号を得て卒業している[7][9][32]。また、学生として研究に従事する一方で、同大学院が計画していた特殊作戦・低烈度紛争カリキュラムの創設に関わり、自らもこのカリキュラムの第1期卒業生となった[7][9][32]。
- 海軍大学院での研究の成果として、1993年6月には修士論文“The Theory of Special Operations”（日本語に訳せば『特殊作戦の理論』）をまとめている[33]。この論文は、特殊作戦の理論について過去の特殊作戦のケース・スタディなどを用いて分析・論説したものである。この修士論文は、のちに“Spec Ops: Case Studies in Special Operations Warfare Theory and Practice”として書籍化され、Presidio Press社から1995年に発売されている（翌1996年にはペーパーバック版として再版）。
- 2014年には母校テキサス大学オースティン校の卒業式で来賓祝辞を述べ、「ここで始まることが世界を変える」をテーマに、自身のNavy SEALs訓練生時代の経験を元に、同僚を見つけることや諦めないことの大切さ、希望の持つ力について卒業生らに語り掛けた[34]。

## 著作
- “Spec Ops: Case Studies in Special Operations Warfare Theory and Practice”（Presidio Press社、1995年発行、ISBN 978-0891415442）　（ペーパーバック版は1996年発行、ISBN 978-0891416005)